# Алюминат иттрия
Алюмина́т и́ттрия — неорганическое соединение,
оксид иттрия и алюминия с формулой YAlO3 (Y2O3·Al2O3),
бесцветные гексагональные или орторомбические кристаллы,
не растворяется в воде. Известны также другие алюминаты иттрия: кубический иттрий-алюминиевый гранат Y3Al5O12 и моноклинный оксид иттрия-алюминия Y4Al2O9.

## Получение
- Отжиг смеси оксидов иттрия и алюминия:

{\displaystyle {\mathsf {Y_{2}O_{3}+Al_{2}O_{3}\ {\xrightarrow {1800^{o}C}}\ 2YAlO_{3}}}}

## Физические свойства
Алюминат иттрия образует бесцветные кристаллы ромбической сингонии, пространственная группа P nma, параметры ячейки a = 0,5180 нм, b = 0,5330 нм, c = 0,7375 нм, Z = 4, d = 5,35 г/см3 — иттрий-алюминиевый перовскит, YAP. Температура плавления 2150 °C.

## Применение
В виде монокристаллов применяется как рабочее тело твердотельных лазеров и в качестве сцинтилляторов. Для этих применений часто допируется редкоземельными элементами, в частности церием (YAP:Ce). В виде порошков и керамик используется также в качестве фосфо́ров в электронно-лучевых трубках и белых светодиодах.